# Agrotis griseosparsa
Agrotis griseosparsa är en fjärilsart som beskrevs av Köhler 1945. Agrotis griseosparsa ingår i släktet Agrotis och familjen nattflyn. Inga underarter finns listade i Catalogue of Life.